# Africactenus monitor
Africactenus monitor är en spindelart som beskrevs av Steyn och Rudy Jocqué 2003. Africactenus monitor ingår i släktet Africactenus och familjen Ctenidae.
Artens utbredningsområde är Elfenbenskusten. Inga underarter finns listade i Catalogue of Life.